# کژدم‌های دریایی پهن‌بال
کژدم‌های دریایی پهن‌بال (نام علمی: Onychopterellidae) نام یک خانواده از زیرراسته پهن‌بال‌سانیان است.